# Società T.A.U.
Die Società T.A.U. war ein italienischer Hersteller von Automobilen.

## Unternehmensgeschichte
Pietro Scaglione gründete 1924 in Turin das Unternehmen als Nachfolgeunternehmen von Rubino und begann mit der Produktion von Automobilen. Der Markenname lautete TAU. 1926 endete die Produktion nach etwa 100 hergestellten Exemplaren.

## Fahrzeuge
Im Angebot standen der Tipo 95 und der Sportwagen Tipo 90, die auf Modellen von Rubino basierten, aber andere Motoren erhielten. Beide verfügten über einen Vierzylindermotor mit 2297 cm³ Hubraum. Der Tipo 95 hatte einen T-Kopf-Motor, der 45 PS leistete. Der Motor des Tipo 90 hatte eine obenliegende Nockenwelle und leistete 50 PS. Die bauartbedingte Höchstgeschwindigkeit war mit 100 bzw. 120 km/h angegeben. Das Getriebe beider Modelle verfügte über vier Gänge.